# Строительные леса

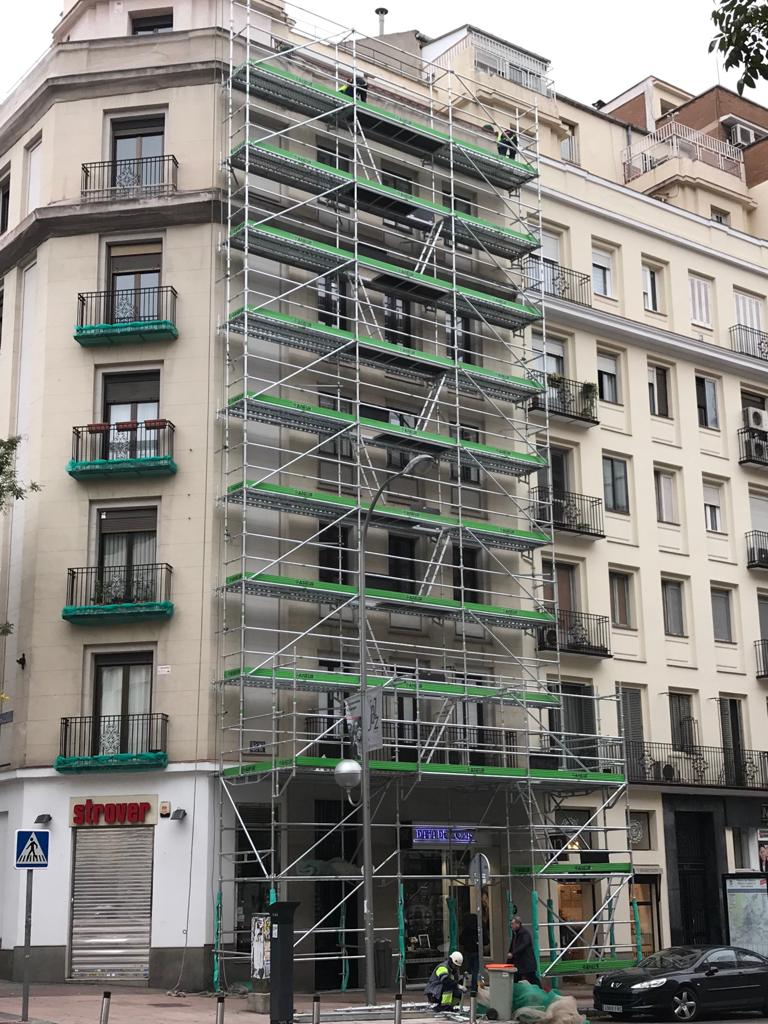
Строительные леса на фасаде здания

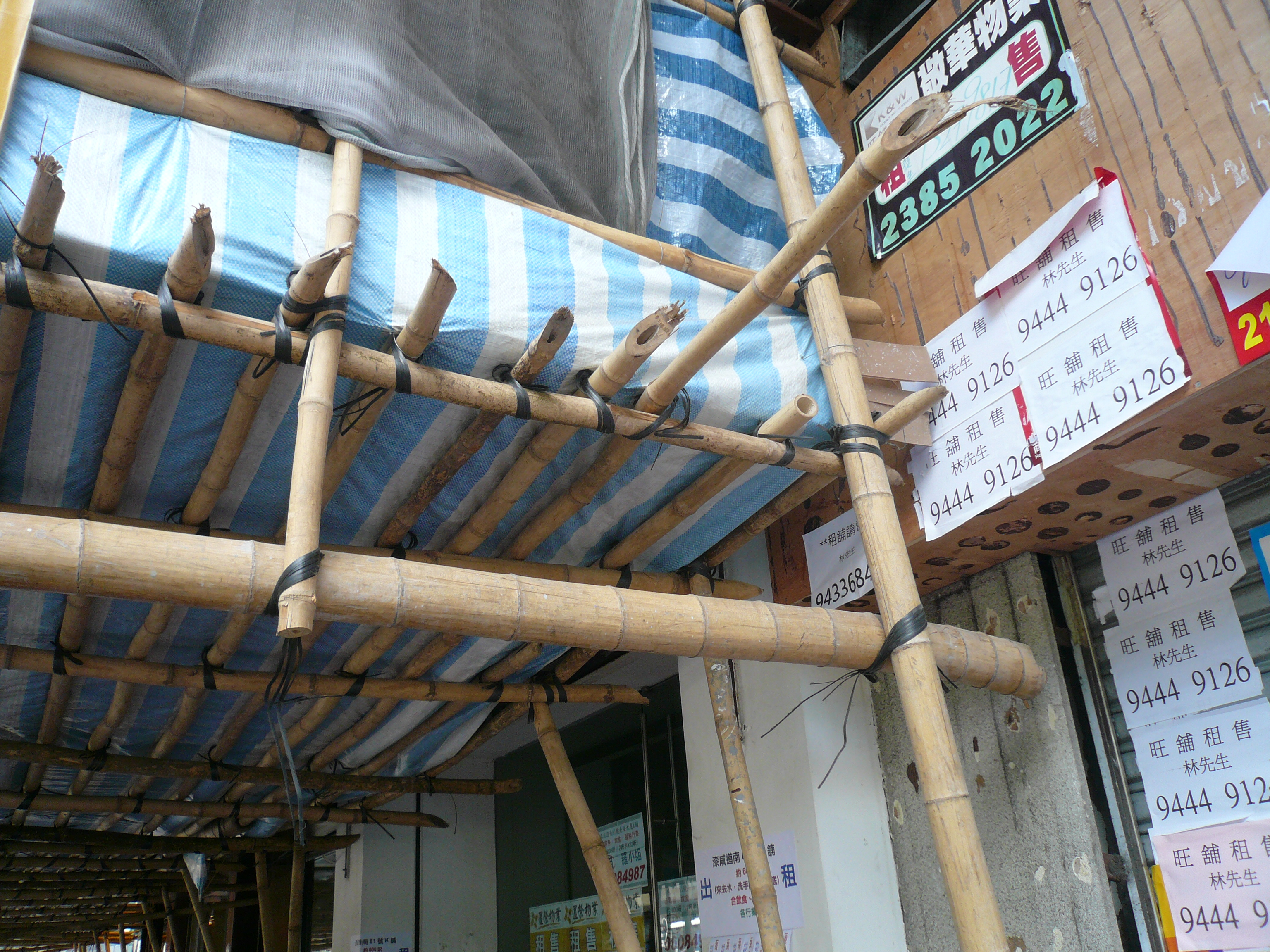
Строительные леса из бамбука в Гонконге.

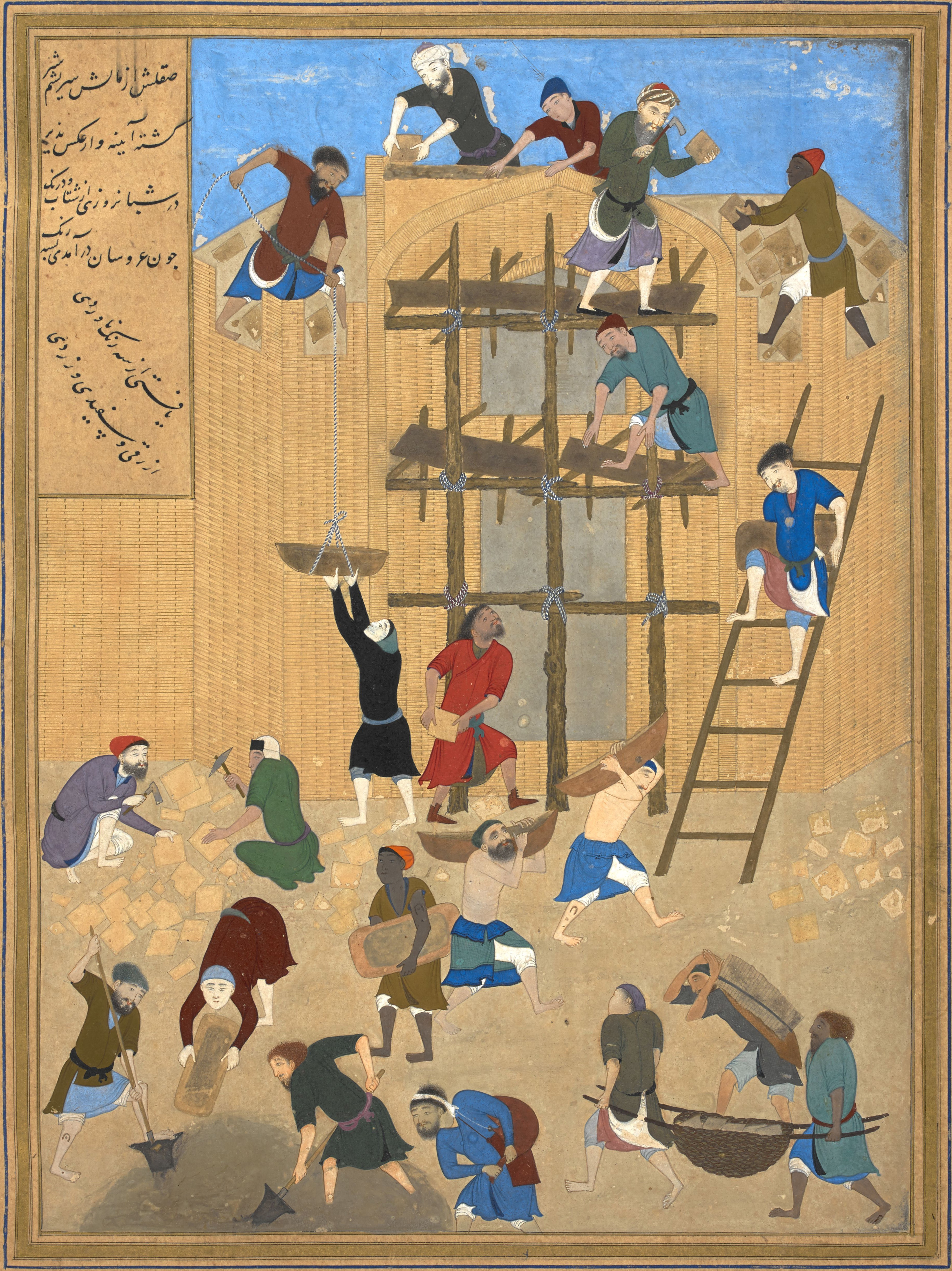
Бехзад. Строительство замка аль-Хаварнак. Миниатюра. «Хамсе» Низами. 1495—1496 гг. Британская библиотека, Лондон

Строительные леса — оборудование для размещения рабочих и материалов при выполнении строительных, монтажных и других работ. Применяются как снаружи, так и внутри здания. Чаще всего строительные леса собираются из унифицированных металлических и деревянных элементов.
В прошлом использовались допускавшие лишь однократное применение строительные леса из круглого или вчерне обработанного леса — откуда они и получили своё название.
В конструктивном отношении современные строительные леса представляют собой пространственную каркасную систему, выполненную из стандартных металлических элементов, что допускает их использование независимо от очертаний сооружений и рельефа местности.

## Типы
Существуют следующие типы строительных лесов:

### Рамные леса
Предназначены для строительных и монтажных работ любой сложности.
В основе конструкции таких лесов лежит пространственный металлический каркас из вертикальных рам, соединённых между собой горизонтальными и диагональными связями, закреплёнными на рамах при помощи флажковых замков.
Преимущества рамных лесов — это небольшой вес, лёгкость монтажа.
Недостатки рамных лесов — невозможность монтажа на фасадах со сложной геометрией без дополнительных приспособлений.
Строительная тура — разновидность рамных строительных лесов, в которых несколько секций, поставленных друг на друга, размещены на передвижном основании.

### Клиновые леса
Данный тип лесов получил своё название благодаря особому способу крепления элементов — клиновое соединение. Клиновые леса имеют простую конструкцию, в состав которой входят диагональные и горизонтальные элементы, вертикали, лестницы, настилы.
Вертикальные элементы таких лесов представляют собой трубу, на которой установлены фланцы круглой формы с отверстиями.
Горизонтальные элементы представляют собой трубу с приваренными держателями на концах. Держатель состоит из элемента с отверстием и клина.
Диагональный элемент состоит из трубы, сплющенной на концах и поворотного держателя с клином.
Клиновые или леса клиночного типа надёжны, обладают высокими несущими способностями, способны выдерживать помимо рабочих с материалами и необходимую строительную технику, инструменты, просты в монтаже и демонтаже. Данная конструкция лесов несмотря на свою технологичность обладает минимальным воздействием на здание (по сравнению с другими видами лесов), что позволяет с успехом использовать приставные клиновые леса при реставрационных работах.
Также клиновые леса применяются при ремонтно-строительных работах, в кораблестроении и при отделочных работах. Помимо этого строительные леса могут быть использованы как каркасная система для монолитной опалубки.
Есть распространённое мнение, что данный тип лесов нельзя использовать на объектах со сложной геометрией, но это не совсем так. Для устройства лесов на зданиях сложной геометрии необходимо дополнительно использовать хомуты лесов и стандартные элементы клиновых лесов. Благодаря этому скорость монтажа по сравнению с хомутовыми увеличивается в несколько раз. Ведь даже на сложных объектах обычно не так много кривоугольных площадей.

### Штыревые леса
Это не самый распространённый тип строительных лесов. В собранном положении представляют собой металлоконструкцию, состоящую из стоек, ригелей, связей, башмаков и узлов соединений. Данный тип лесов был распространён в советское время, благодаря простоте производства и незамысловатой конструкции. Для его изготовления требуется только труба и пруток определённого диаметра.

### Хомутовые леса
Такие леса считаются универсальными, но чаще всего используются именно для сложных объектов.
 Хомутовые леса не имеют строгих геометрических размеров, в связи с этим можно устанавливать различный шаг стоек, менять ярусную высоту, менять размеры рабочей зоны. Данные леса применяются для зданий и сооружений с нестандартной конфигурацией. Форма данных лесов меняется в широких пределах, как в плане, так и по высоте. Крепление между элементами лесов осуществляют при помощи поворотных и неповоротных хомутов.
В настоящее время в России хомутовые леса постепенно вытесняются рамными и клиновыми лесами.

### Подвесные леса
Подвесные леса — разновидность рамных строительных лесов, в которых несколько секций, поставленных друг на друга, размещены на передвижном основании.
Подвесные леса, в отличие от стандартных, выполняются с отсутствием опоры на грунт, что позволяет совмещать производство работ в грунтах (сетке, благоустройство и т. д.) и фасадов.

### Чашечные леса
Леса приставные типа чашка-замок или чашечные леса используют при разнообразных видах деятельности: строительных, штукатурных, монтажных работах, кирпичной кладке, восстановлении и отделке фасадов зданий, внутренней отделке помещений, судостроении, создании концертных площадок и сцен. Соединение стоек с горизонтальными фланцевыми ригелями производится посредством специальных замков (чашек), которые при замыкании обеспечивают высокую точность и жесткость всей конструкции. Чашечные леса используются как фасадные леса и в качестве опалубки перекрытия.

### Механические леса-домкраты Pump jack scaffolding
Это тип лесов с изменяемой высотой рабочей платформы. По внешнему виду это домкрат с консолями для хождения и рабочего стола, закрепленный на деревянном столбе, который в свою очередь стоит на земле и вверху прикреплен к стене, либо кровельному свесу посредством специального упора с тягами. Эти механические леса известны как jack pump scaffolding system. Высота использования до 12-13 метров, что соответствует высоте хрущёвок. Весовая нагрузка между столбами 300 кг, что вполне хватает для двух мастеров, некоторого запаса отделочных материалов и мелких инструментов. Сборка и приведение из транспортного в рабочее состояние занимает от 20 минут. Ввиду легко изменяемой высоты платформы для ходьбы и рабочего стола, на отделочные, монтажные работы затрачивается меньше физических и временных ресурсов. Позволяет беспрепятственного проходить вдоль рабочей стены и монтажа длинных деталей по горизонтали. Используется в основном в малоэтажной частной застройке.

## Стандарты
- ГОСТ 24258—88 Средства подмащивания.
- ГОСТ 27321—87 Леса стоечные приставные для строительно-монтажных работ.
- ГОСТ 8239-89 Двутавры стальные горячекатаные
- ГОСТ 8240-89: Швеллеры стальные горячекатаные
- ГОСТ 5264-80 Ручная дуговая сварка. Соединения сварные